# 팔미트산
팔미트산(영어: palmitic acid) 또는 헥사데칸산(영어: hexadecanoic acid)은 동물, 식물, 미생물에서 발견되는 가장 일반적인 포화 지방산으로 16개의 탄소를 포함하고 있고 화학식은 CH3(CH2)14COOH이다. 이름에서 알 수 있듯이 오일팜(기름야자)의 열매로부터 추출한 기름(palm oil)의 주요 성분이다. 팔미트산은 육류, 치즈, 버터 및 유제품에서도 발견할 수 있다. 팔미트산의 염 및 에스터(에스테르)는 팔미테이트로 알려져 있다. 팔미테이트는 생리적 pH (7.4)에서 관찰되는 팔미트산의 형태이다.
제2차 세계 대전 중에 팔미트산 알루미늄과 나프텐산을 결합시킨 네이팜탄이 생산되었다. "네이팜(napalm)"이란 단어는 나프텐산(naphthenic acid)과 팔미트산(palmitic acid)의 단어에서 유래되었다.

## 발견과 생산
팔미트산은 1840년 프랑스의 화학자 에드몽 프레미(Edmond Frémy)에 의해 비누화된 팜유에서 발견되었다. 이 방식은 팜유의 트라이글리세라이드를 200°C 이상의 고온의 물로 가수분해해서 생성된 혼합물을 분별 증류하여 순수한 생성물을 생산하는 것으로 팔미트산 생산을 위한 주요 산업적 제조 공정으로 여전히 남아있다.
팔미트산은 다양한 식물과 생물에서 일반적으로 낮은 수준에서 자연적으로 생성된다. 팔미트산은 버터, 치즈, 우유 및 육류 뿐만 아니라 코코아 버터, 콩기름과 해바라기 기름에 존재한다. 팔미트산의 세틸 에스터(세틸 팔미테이트)는 경랍에서 발견된다.

## 생화학
인체에서 과도한 탄수화물은 팔미트산으로 전환된다. 팔미트산은 지방산의 합성 과정에서 생성되는 최초의 지방산이며 길이가 더 긴 지방산들의 전구물질이다. 팔미트산은 동물의 주요 신체 구성 성분이다. 사람에서 저장 지방의 21~30%는 팔미트산으로 구성되며, 사람의 모유에서 주요하지만 매우 가변적인 지질 성분이다. 팔미테이트는 아세틸-CoA를 말로닐-CoA로 전환시키는 아세틸-CoA 카복실레이스를 음성 피드백하며, 팔미테이트의 생성을 방지한다. 생물학에서 일부 단백질들은 팔미토일화라고 불리는 과정에서 팔미토일기가 첨가됨으로써 변형된다. 팔미토일화는 많은 단백질들의 막에서의 위치 결정에 있어서 중요하다.

## 응용 분야
팔미트산은 비누, 화장품 및 산업용 이형제를 생산하는데 사용된다. 이러한 응용 제품들은 팜유의 비누화에 의해 얻어지는 팔미트산 나트륨을 사용하여 만든다. 이를 위해 야자수(Elaeis guineensis 종)에서 추출한 팜유를 수산화 나트륨(가성 소다 또는 잿물 형태)으로 처리하여 에스터 기를 가수분해시켜 글리세롤과 팔미트산 나트륨을 얻는다.
저렴하고 가공 식품(인스턴트 식품)에 질감과 입맛을 더하기 때문에 팔미트산과 팔미트산의 나트륨 염은 식료품에 널리 사용된다. 팔미트산 나트륨은 유기농 제품의 천연 첨가물로 허용된다. 팔미트산의 알루미늄 염은 군사 행동에 사용되는 네이팜탄의 증점제로 사용된다.
팔미트산의 수소화는 세제 및 화장품 생산에 사용되는 세틸 알코올을 생산한다.
최근에는 조현병 치료에 사용되는 팔리페리돈 팔미테이트(인베가 서스티나로 판매되는)라는 장기 작용 항정신병 의약품이 근육 내 주사시 장시간 방출 매개체로 유성 팔미트산 에스터를 사용하여 합성되었다. 근본적인 약물 전달 방법은 데칸산이 장시간 작용하는 약물 치료제 특히 할로페리돌 데카노에이트와 같은 신경 이완제를 투여하는 것과 유사하다.

## 건강에 대한 효과
세계 보건 기구(WHO)에 따르면 팔미트산의 섭취가 혈중 저밀도 지질단백질(LDL)의 수치를 증가시킬 수 있고 심혈관 질환의 발병 위험을 증가시킬 수 있다는 증거가 있다. 레티닐 팔미테이트는 항산화제이며, 우유 지방의 제거 과정에서 손실된 비타민을 대체하기 위해 저지방 우유에 첨가되는 비타민 A의 공급원이다. 팔미테이트는 비타민 A의 알코올 형인 레티놀(retinol)에 붙어서 우유에서 비타민 A를 안정화시킨다.
19%의 팔미트산과 56%의 탄수화물을 장기간 섭취한 쥐는 인슐린 분비의 중추신경계 조절의 변화와 렙틴과 인슐린(체중 조절에 관여하는 주요 호르몬)으로부터 인체의 식욕 억제 신호를 억제함을 보여주었다.
팔미트산은 사람의 구강암 세포의 쥐 모델에서 전이를 강력하게 향상시킨다. 모든 지방산 중에서도 팔미트산은 CD36+ 전이 개시 세포의 전이 잠재력을 높이는데 가장 강력한 영향을 미친다.

## 같이 보기
- 레티닐 팔미테이트
- 아스코르빌 팔미테이트